# Andreas Gottfried Ammon
Andreas Gottfried Ammon (* 22. November 1635 in Göttingen; † 1686 in Wunstorf) war ein deutscher evangelischer Theologe und Pädagoge.
Andreas Gottfried Ammon studierte ab Juli 1656 an der Universität Rostock und wurde in Jena promoviert. Er war 1658 Konrektor an der Stadtschule Göttingen und anschließend von 1663 bis 1667 Rektor der Domschule Güstrow. Danach ging er nach Stettin und wurde erster Rektor des neu eröffneten Regium Gymnasium Carolinum. Hier kam es zum Streit mit dem lutherisch orthodoxen Theologen Konrad Tiburtius Rango, der ihm Synkretismus vorwarf und deshalb seines Amtes als Konrektor enthoben wurde. Er promovierte 1670 zum Licent. theol. Später war er bis zu seinem Lebensende Superintendent in Wunstorf.
Verheiratet war er seit 1674 mit Anna Rosine geb. Engelbrecht, Tochter des braunschweigisch-kalenbergischen Landsyndikus Christian Wilhelm Johann Engelbrecht (1612–1675).

## Schriften (Auswahl)
- „Elementa Rhetoricae Aristotelis.“ 1663
- „Argumentum libri I. Ethicorum Aristotelis.“ Helmstedt 1672
- „Elementa rhetoricae Aristotelis.“ Helmstedt 1675
- „Progr. de historia Pomeraniac paedagogicae.“ Stettin 1667